# آلفا-آمینوبوتیریک اسید
آلفا-آمینوبوتیریک اسید (به انگلیسی: Alpha-Aminobutyric acid) با فرمول شیمیایی C۴H۹NO۲ یک ترکیب شیمیایی با شناسه پاب‌کم ۶۶۵۷ است. که جرم مولی آن ۱۰۳٫۱۲ g/mol می‌باشد. 